# Straßenbahn Lüttich
| \| \| \| Depot \| \| \| \| \| Liège Expo \| \| \| \| \| Droixhe \| \| \| \| \| Maas \| \| \| \| \| Coronmeuse \| \| \| \| \| Parc Reine Astrid \| \| \| \| \| \| \| \| \| \| Pont Atlas \| \| \| \| \| Marengo \| \| \| \| \| \| \| \| \| \| Pont Maghin mo-sa nur Ri. Sclessin \| \| \| \| \| Curtius nicht sonntagvormittags \| \| \| \| \| Féronstrée Ausweiche, mo-sa nur Ri. Sclessin \| \| \| \| \| La Batte nicht sonntagvormittags \| \| \| \| \| \| \| \| \| \| Place Saint-Lambert \| \| \| \| \| Opéra \| \| \| \| \| Sauvenière \| \| \| \| \| Pont d’Avroy \| \| \| \| \| Charlemagne \| \| \| \| \| Blonden \| \| \| \| \| Petit Paradis \| \| \| \| \| Gare des Guillemins \| \| \| \| \| Général Leman \| \| \| \| \| Val Benoît \| \| \| \| \| Petit Bourgogne \| \| \| \| \| Place Ferrer \| \| \| \| \| Sclessin, Standard \| \| |  |                                              |                                              |
| U-Bahn-Betriebs-/Güterbahnhof Streckenanfang |  | Depot                                        | Depot                                        |
| U-Bahn-Bahnhof |  | Liège Expo                                   | Liège Expo                                   |
| U-Bahn-Haltepunkt / Haltestelle |  | Droixhe                                      | Droixhe                                      |
| U-Bahn-Brücke über Wasserlauf |  | Maas                                         | Maas                                         |
| U-Bahn-Kopfbahnhof Streckenanfang · U-Bahn-Strecke |  | Coronmeuse                                   | Coronmeuse                                   |
| U-Bahn-Haltepunkt / Haltestelle · U-Bahn-Strecke |  | Parc Reine Astrid                            | Parc Reine Astrid                            |
| U-Bahn-Verschwenkung nach links · U-Bahn-Verschwenkung nach rechts |  |                                              |                                              |
| U-Bahn-Haltepunkt / Haltestelle |  | Pont Atlas                                   | Pont Atlas                                   |
| U-Bahn-Haltepunkt / Haltestelle |  | Marengo                                      | Marengo                                      |
| U-Bahn-Verschwenkung von links · U-Bahn-Verschwenkung von rechts |  |                                              |                                              |
| U-Bahn-Haltepunkt / Haltestelle · U-Bahn-Strecke |  | Pont Maghin mo-sa nur Ri. Sclessin           | Pont Maghin mo-sa nur Ri. Sclessin           |
| U-Bahn-Strecke · U-Bahn-Bahnhof |  | Curtius nicht sonntagvormittags              | Curtius nicht sonntagvormittags              |
| U-Bahn-Bahnhof · U-Bahn-Strecke |  | Féronstrée Ausweiche, mo-sa nur Ri. Sclessin | Féronstrée Ausweiche, mo-sa nur Ri. Sclessin |
| U-Bahn-Strecke · U-Bahn-Bahnhof |  | La Batte nicht sonntagvormittags             | La Batte nicht sonntagvormittags             |
| U-Bahn-Verschwenkung nach links · U-Bahn-Verschwenkung nach rechts |  |                                              |                                              |
| U-Bahn-Bahnhof |  | Place Saint-Lambert                          | Place Saint-Lambert                          |
| U-Bahn-Bahnhof |  | Opéra                                        | Opéra                                        |
| U-Bahn-Haltepunkt / Haltestelle |  | Sauvenière                                   | Sauvenière                                   |
| U-Bahn-Bahnhof |  | Pont d’Avroy                                 | Pont d’Avroy                                 |
| U-Bahn-Haltepunkt / Haltestelle |  | Charlemagne                                  | Charlemagne                                  |
| U-Bahn-Haltepunkt / Haltestelle |  | Blonden                                      | Blonden                                      |
| U-Bahn-Haltepunkt / Haltestelle |  | Petit Paradis                                | Petit Paradis                                |
| U-Bahn-Bahnhof |  | Gare des Guillemins                          | Gare des Guillemins                          |
| U-Bahn-Bahnhof |  | Général Leman                                | Général Leman                                |
| U-Bahn-Haltepunkt / Haltestelle |  | Val Benoît                                   | Val Benoît                                   |
| U-Bahn-Bahnhof |  | Petit Bourgogne                              | Petit Bourgogne                              |
| U-Bahn-Haltepunkt / Haltestelle |  | Place Ferrer                                 | Place Ferrer                                 |
| U-Bahn-Kopfbahnhof Streckenende |  | Sclessin, Standard                           | Sclessin, Standard                           |

Die Straßenbahn Lüttich (französisch Tram(way) de Liège, niederländisch Luikse tram, wallonisch Tram di Lidje) ist die Straßenbahn der wallonischen Stadt Lüttich in der belgischen Provinz Lüttich. Sie wurde am 28. April 2025 eröffnet und wird vom wallonischen Verkehrsunternehmen Opérateur de transport de Wallonie (OTW) als Teil von Transport en Commun (TEC) betrieben. Die Bereitstellung und Wartung der Fahrzeuge sowie der Infrastruktur erfolgt durch Tram Liège Maintenance S.A., einem Tochterunternehmen von Construcciones y Auxiliar de Ferrocarriles (CAF) und Colas Rail. Zuvor existierte bereits von 1871 bis 1968 eine Straßenbahn in Lüttich.

## Geschichte

### Erstes Netz
Am 20. November 1871 wurde in Lüttich die Pferdebahn der Chémin de Fer Américain unter der Bezeichnung Tramways Liégeois eröffnet. Die erste Linie verband den Bahnhof mit dem zwei Kilometer entfernten Stadtzentrum.
Als erste elektrische Straßenbahn Belgiens wurde am 9. August 1893 die Linie Coronmeuse–Herstal eröffnet, diese verlief allerdings nur 200 Meter im Stadtgebiet. Am 22. Oktober 1896 wurden die bisherigen zwei Pferdebahnlinien auf elektrischen Betrieb umgestellt. Dazu kam noch eine neue Strecke durch die Innenstadt.
Es entstanden verschiedene Straßenbahn-Gesellschaften, die dem Staat, der Stadt und privaten Interessenten gehörten. So gab es im Jahr 1905 sechs verschiedene Unternehmen, die ihre Linien sowohl elektrisch als auch mit Dampf betrieben.
- Tramways Communaux (TC) der Stadt Lüttich; Linien 1–4
- Tramways Liégeois (TL) des belgischen Staates; Linien 5–9
- Société Anonyme des Railways Economiques Liège–Seraing & Extensions (RELSE), eine private Gesellschaft
- Tramways Est – Ouest (EO), eine private Gesellschaft
- Tram de Cointe (TCo), eine private Gesellschaft
- Société Nationale des Chemins de Fer Vicinaux (SNCV), die nationale Kleinbahn- bzw. Überlandstraßenbahngesellschaft

Bis auf die Strecken der SNCV (Meterspur) waren alle Straßenbahnlinien normalspurig.
Die TC, TL und die EO fusionierten 1928 zur Tramways Unifiés de Liége & Extensions (TULE, „Vereinigte Straßenbahnen von Lüttich und Umgebung“). Wirtschaftliche Probleme und der Ablauf von Konzessionen führten schließlich 1964 zur Fusion von TULE (bzw. deren Nachfolgeorganisation) und der RELSE zur Sociéte des transports intercommunaux de la Région Liégoise (STIL).
Am 1. September 1964 wurden die letzten Linien 1 und 4 der ursprünglichen städtischen Gesellschaft (tram blanc, weiße Tram) eingestellt. Am 3. November 1967 folgte die letzte Straßenbahn im Stadtgebiet Lüttichs überhaupt, als die ursprüngliche RELSE-Linie (tram vert, grüne Tram) auf den Abschnitt Seraing Beauséjour–Jemeppe Pont–Flémalle Haute zurückgezogen wurde. Dieser letzte Abschnitt der Straßenbahn im Großraum Lüttich wurde schließlich am 30. April 1968 eingestellt.
In einem Depot der Straßenbahn wurde später das Musée des Transports en commun du Pays de Liège eingerichtet. Einige Straßenbahnlinien wurden durch Oberleitungsbusse ersetzt, dieses Verkehrsmittel jedoch 1971 ebenfalls aufgegeben.
1991 fusionierte die STIL mit den Vervierser Verkehrsbetrieben Société des transports intercommunaux d'agglomération Verviétoise (STIV) und dem Überlandbusbetrieb der SNCV zur Société de transport en commun de Liège-Verviers (TEC Liège-Verviers) als Teil von Transport en Commun (TEC). Der Betrieb betrieb anschließend einen umfangreichen Busbetrieb, der vielfach auf eigenen Spuren abgewickelt wird.

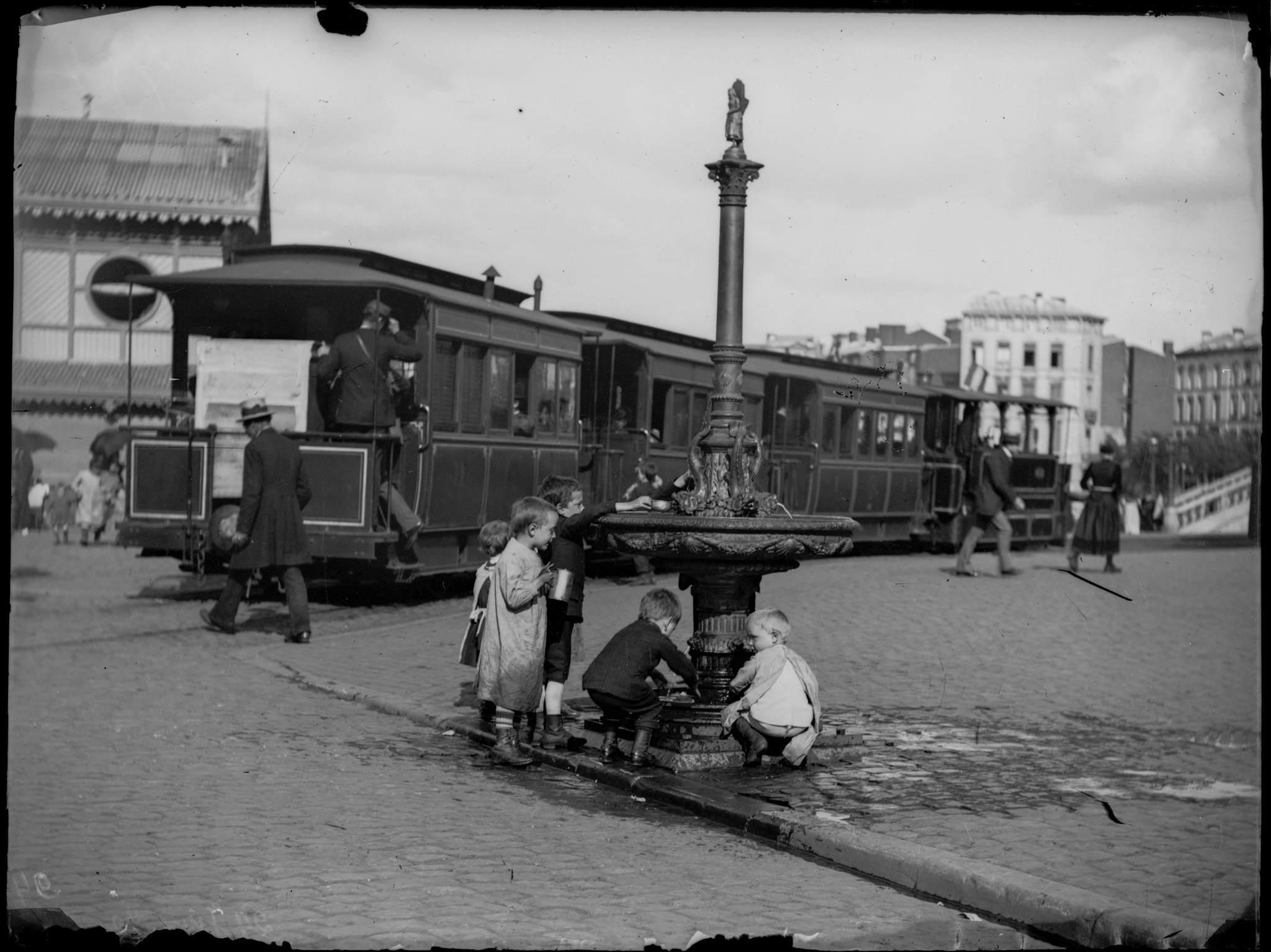
Dampfstraßenbahn Liège-Seraing am Place Cockerill (1890)
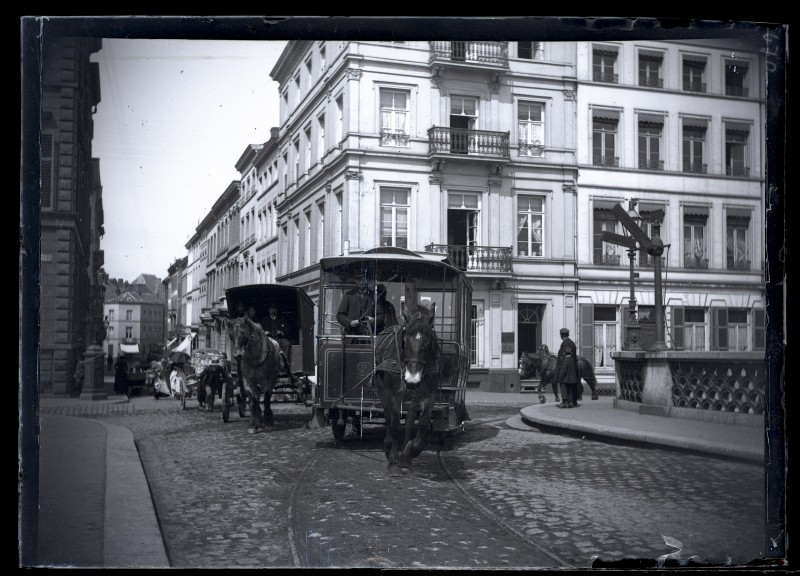
Pferdebahn auf der Pont Neuf (ca. 1900)
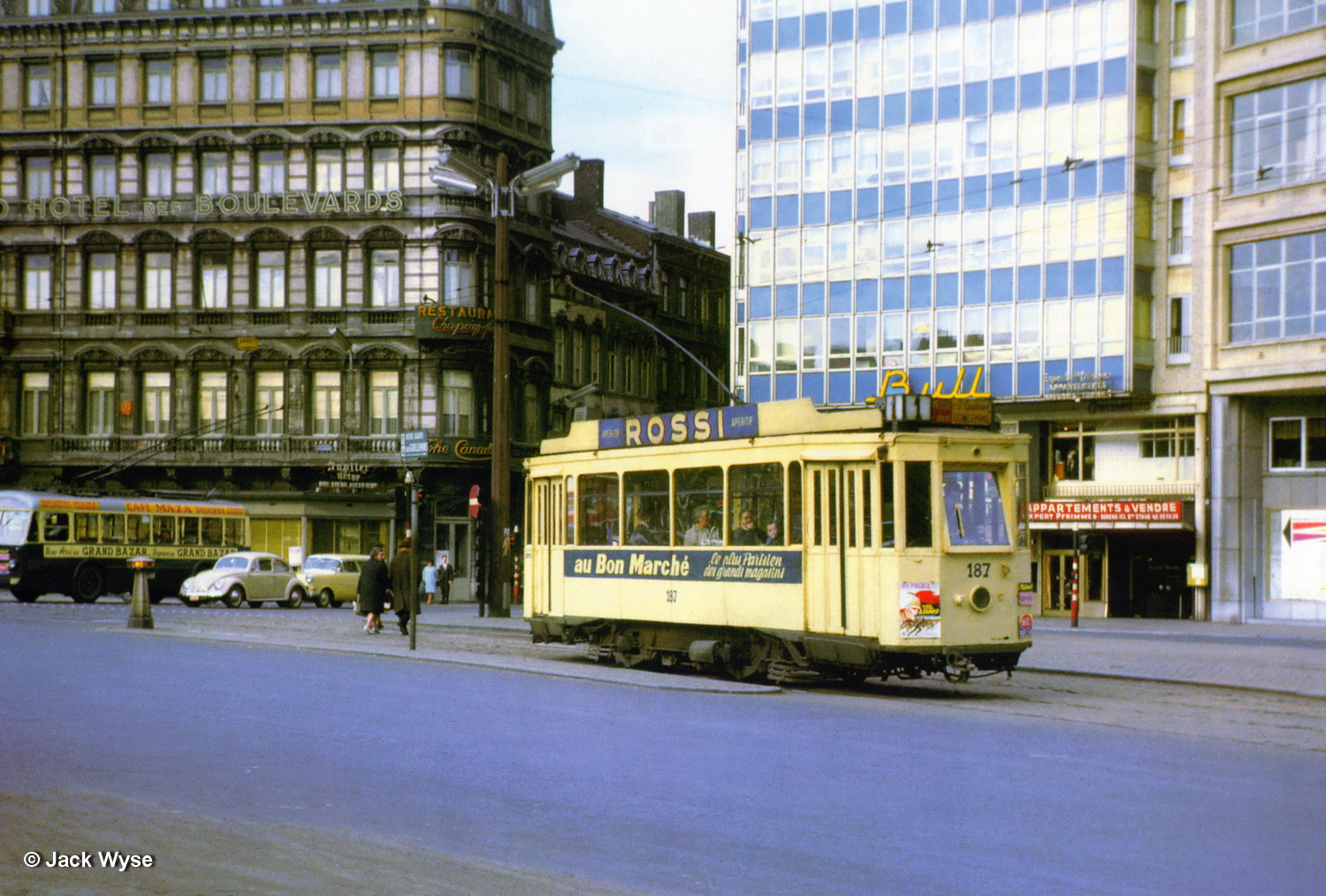
Straßenbahnlinie 1 an der Pont d’Avroy (1963)
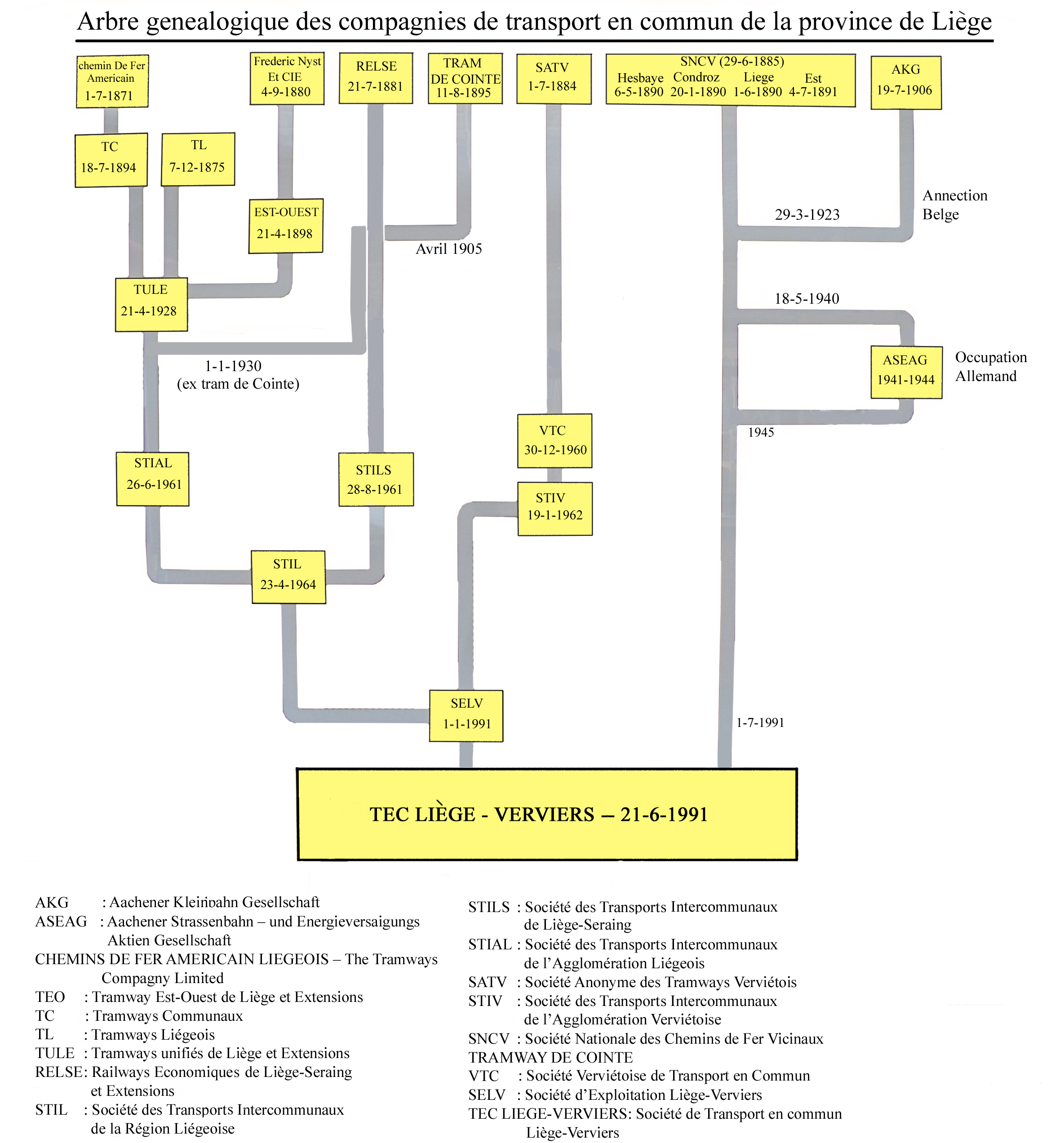
Entwicklung der Straßenbahngesellschaften in der Provinz Lüttich

### Zweites Netz

#### Planung
In den 1970er Jahren wurde in Lüttich der Bau einer U-Bahn unter dem Namen Transport Automatisé Urbain (TAU) geplant, mehrere Hundert Meter Tunnel wurden bereits für etwa 22 Millionen Euro gebaut. Letztendlich wurde das Projekt jedoch nicht weiterverfolgt.

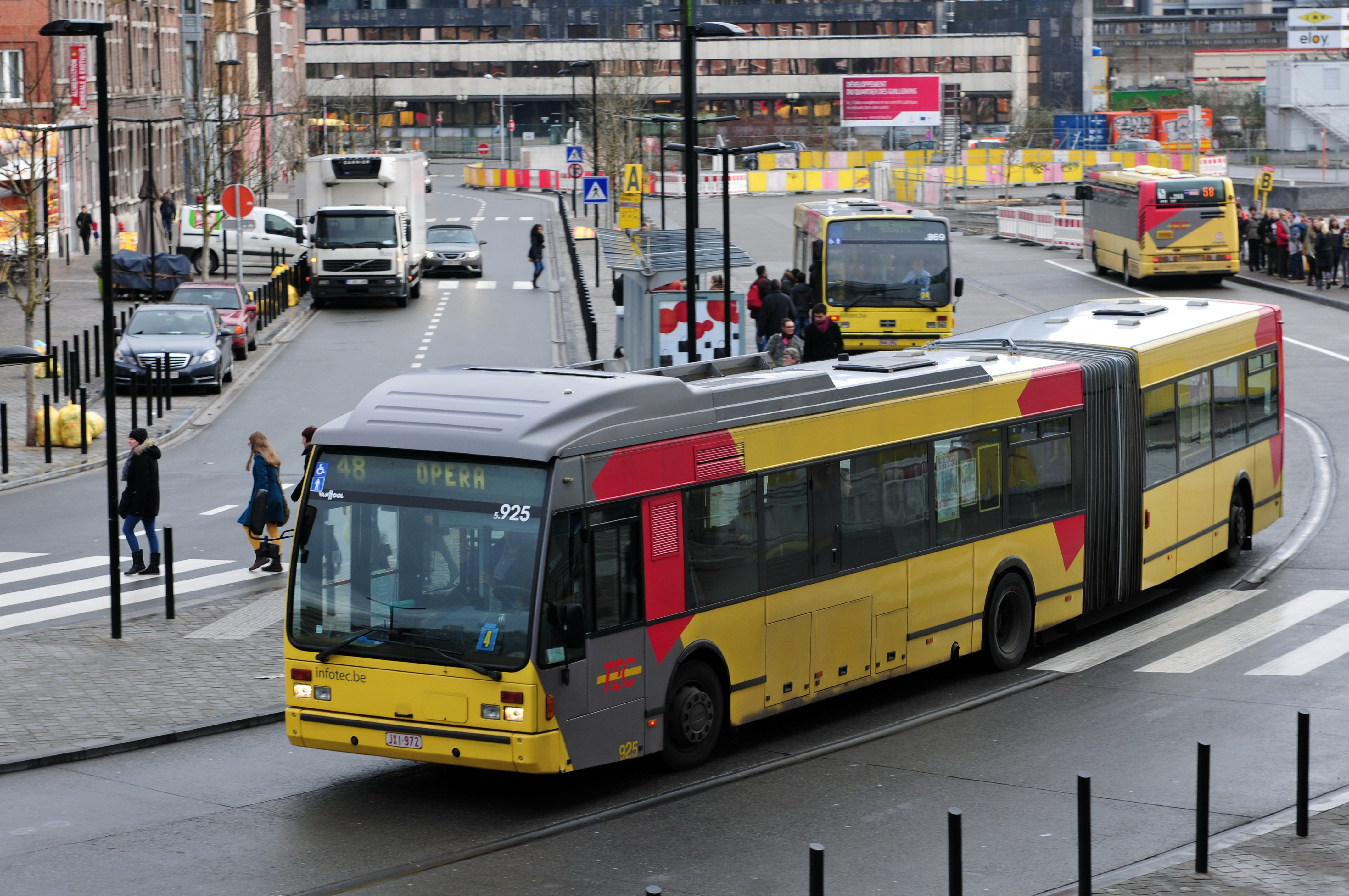
Busverkehr in Lüttich vor Baubeginn der Straßenbahn (2013)

In den 1990er und frühen 2000er Jahren setzten sich bürgerschaftliche Initiativen wie die asbl Qualité Liège (1996–2006) für eine Wiedereinführung der Straßenbahn ein. Am 24. Juli 2008 gab die wallonische Regierung mit Verkehrsminister André Antoine (cdH) bekannt, das Projekt umsetzen zu wollen, nachdem das zunächst einer Straßenbahn gegenüber skeptische Verkehrsunternehmen SRWT (heute OTW) ein Gutachten vorgelegt hatte: Die erste, 14 Kilometer lange Linie sollte von Jemeppe nach Herstal führen, 300 Millionen Euro kosten und 2015 in Betrieb gehen. Somit bestand Konsens zwischen städtischer und regionaler Politik sowie SRWT über die Zielsetzung, eine Straßenbahn zu bauen.
Im Februar 2009 folgte die Bekanntgabe des wallonischen Verkehrsministers und der Bürgermeister von Lüttich, Ans, Chaudfontaine, Herstal, Saint-Nicolas und Seraing, nach der ersten eine zweite Linie von Ans über Lüttich nach Vaux-sous-Chèvrement bauen zu wollen. Auch die neue wallonische Regierung mit Verkehrsminister Philippe Henry (Ecolo) ab Juli 2009 unterstützte das Projekt.
Am 21. Oktober 2011 beschloss die wallonische Regierung die definitive Trassenvariante der ersten Linie, das Budget lag nun bei 500 Millionen Euro. Nach Streitigkeiten über die finanziellen Auswirkungen bei einer wirtschaftlich schwierigen Lage Walloniens einigte sich die Regierung am 22. Dezember 2011 auf eine Verkürzung der ersten Umsetzungsphase auf den Abschnitt Coronmeuse/Bressoux – Sclessin und somit eine Reduzierung des Finanzierungsbedarfs von 500 auf etwa 320 Millionen Euro.
Die Erweiterungen der Strecke nach Herstal im Norden und Jemeppe/Seraing im Süden waren 2023 noch vorgesehen. Aufgrund der erwarteten Kosten (etwa 347 Mio. Euro für 4,9 km) stellte die im Juli 2024 gewählte wallonische Regierung mit Verkehrsminister François Desquesnes (Les Engagés) die Projekte im August 2024 ein. Die Stadt Herstal erwägt eine Aussetzungsklage gegen die Annullierung, da die Arbeiten dort 2023 bereits in Angriff genommen wurden.

#### Bau

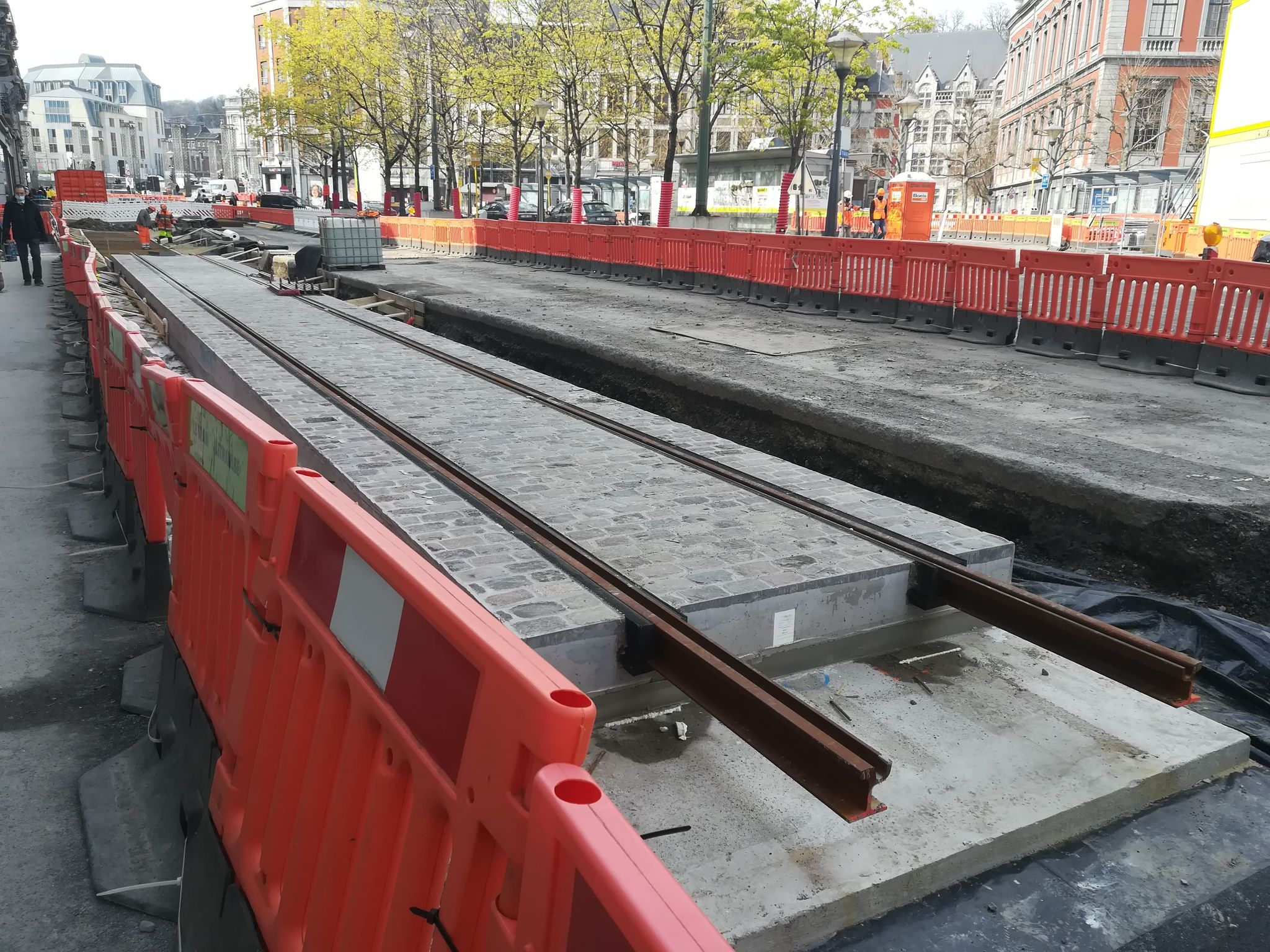
Bau der Straßenbahn (2021)

Den Antrag auf Planfeststellung (permis unique de l'environnement et de l'urbanisme) stellte SRWT am 18. März 2013, die formale Bürgerbeteiligung fand von April bis Mai 2013 statt. Am 17. Januar 2013 wurde bekannt, dass dem Antrag auf Planfeststellung stattgegeben würde. Am 16. Mai 2014 wurde nach Abweisung einiger Klagen der Planfeststellungsbeschluss durch Verkehrsminister Philippe Henry definitiv ausgefertigt und Baurecht lag für drei Jahre vor, die Inbetriebnahme war nun für Frühjahr 2018 vorgesehen.
Der Vertrag zum Bau der Straßenbahn sollte als öffentlich-private Partnerschaft in der Form „Design-Build-Finance-Maintain“ durch das wallonische Verkehrsunternehmen SRWT (heute OTW) ausgeschrieben werden. Im August 2013 lagen SRWT nach dem Teilnahmewettbewerb drei Angebote in der Ausschreibung für Bau und Betrieb vor:
- Mobiliège (Alstom – BAM PPP PGGM – DG Infra)
- Legiaexpress (Bombardier – Meridiam – CFE – Vinci)
- Tram'Ardent (CAF – COLAS – DIF)

Im Dezember 2014 gab SRWT bekannt, dass das Konsortium Mobiliège unter der Führung von Alstom der bevorzugte Bieter (soumissionaire préféré) sei und nun exklusiv mit ihnen die Verhandlungen geführt wurden. Die Unterzeichnung des Vertrages war für Frühjahr 2015 vorgesehen, die Inbetriebnahme weiterhin 2018. Doch im März 2015 lehnte Eurostat, das europäische Aufsichtsorgan für Rechnungslegungsstandards, das Finanzierungsmodell für den Straßenbahnbau überraschenderweise ab, da die Investition von den nun geplanten Baukosten 380 Millionen Euro in der vorgelegten Version nicht über mehrere Jahre des wallonischen Haushaltes gestreckt werden könne – über 27 Jahre würde Wallonien jährlich über 35–45 Millionen Euro an das Konsortium zahlen, Refinanzierung der Infrastruktur sowie die laufenden Betriebskosten. Auch eine modifizierte Variante lehnte Eurostat im Juli 2015 und final im Januar 2016 ab, die Stadt Lüttich protestierte jedoch gegen diese Entscheidung.
Am 10. Februar 2017 genehmigte Eurostat schließlich die Finanzierungsmodalitäten für den Straßenbahnbau, nachdem sie den Regelungen des Europäischen Systems Volkswirtschaftlicher Gesamtrechnungen angepasst wurden. Die Ausschreibung für Bau und Betrieb der Straßenbahn musste jedoch neu gestartet werden, interessierte Bieter waren nun:
- Mobiliège (Alstom – BAM PPP PGGM)
- Tram'Ardent (CAF – COLAS – DIF)
- Skoda – Vinci – CFE – Meridiam – ETF

Ende Januar 2017 genehmigte das wallonische Parlament zudem die Verlängerung der Gültigkeit des Planfeststellungsbeschlusses um zwei Jahre, sodass das Baurecht nun bis 16. Mai 2019 vorlag.
Im Oktober 2017 waren nur noch die beiden Konsortien um Alstom und um CAF im Rennen. Eigentlich sollte der endgültige Zuschlag im Juli 2018 erfolgen, durch die Umstrukturierung der ÖPNV-Unternehmen in Wallonien von der SRWT mit fünf Untergesellschaften in die einzelne Gesellschaft Opérateur de transport de Wallonie (OTW) verzögerte sich dieser um zwei Monate. Schließlich erhielt am 19. September 2018 das Konsortium Tram'Ardent um CAF den Zuschlag. Der Vertrag der öffentlich-rechtlichen Partnerschaft wurde am 31. Januar 2019 unterzeichnet. Die Investitionskosten, die zunächst durch das Tram'Ardent finanziert werden, lagen schließlich bei 450 Millionen Euro. Die Inbetriebnahme war nun im Jahr 2022 vorgesehen. Im April 2019 begannen die ersten vorbereitenden Baumaßnahmen am Place Saint-Lambert.
Die Bauarbeiten verzögerten sich mehrfach, unter anderem aufgrund der COVID-19-Pandemie, dem Hochwasser im Jahr 2021 und der wirtschaftlichen Lage und schlechter Baudurchführung. Im Jahr 2020 wurde der Inbetriebnahmetermin von 2022 auf 2023, im März 2022 auf April 2024, im Juni 2023 auf Januar 2025 (mit einer zusätzlichen finanziellen Unterstützung für Tram'Ardent von 79 Millionen Euro), im November 2024 auf den 15. April 2025 und am 25. März 2025 auf den 28. April 2025 verschoben.
Am 7. Juni 2024 wurden die letzten Gleise verlegt. Am 11. Februar 2025 startete der Probebetrieb auf der Gesamtstrecke ohne Fahrgäste (marche à blanc).

#### Betrieb
Die feierliche Eröffnung der Straßenbahn mit Bürgermeister Willy Demeyer, dem wallonischen Verkehrsminister François Desquesnes (Les Engagés) sowie weiteren Vertretern aus städtischer und regionaler Politik, Presse und Verkehrsbetrieb fand am 25. April 2025 statt. Schließlich wurde der kommerzielle Betrieb am 28. April 2025 mit der ersten Fahrt um 4:22 Uhr von Liège Expo nach Sclessin aufgenommen.

## Betrieb

### Streckennetz
Die 11,7 Kilometer lange und 23 Stationen umfassende Strecke der Straßenbahn führt vom Stadtteil Sclessin (Verknüpfungspunkt mit den Omnibuslinien Richtung Seraing) über den Bahnhof Liège-Guillemins in die Innenstadt beim Place Saint-Lambert (Bahnhof). Anschließend führt sie am Maasufer bis zum Pont Atlas und verzweigt sich dort. Ein Ast führt nach Coronmeuse, Verknüpfungspunkt mit Omnibussen Richtung Herstal. Der andere Ast führt über die Maas zum Messezentrum Liège Expo beim Bahnhof Bressoux, wo sich auch der Straßenbahnbetriebshof befindet.
Die Strecke ist vollständig zweigleisig ausgebaut, mit einer Ausnahme. Zwischen Marengo und Place Saint-Lambert verkehren die Straßenbahnen je Richtung eingleisig durch verschiedene Straßenzüge: Richtung Standard durch Féronstrée, Richtung Coronmeuse/Liège Expo durch Rue Léopold und La Batte. Lediglich sonntags fahren alle Bahnen über Féronstrée – dort mit einer dafür gebauten Ausweiche – da am Maasufer der Wochen- und Antikmarkt Marché de la Batte stattfindet. Bei Fußballspielen im Maurice-Dufrasne-Stadion an der Haltestelle Standard endet die Straßenbahn bereits an der Haltestelle Place Ferrer.

### Linie und Fahrplan
Die Bezeichnung der einzigen Linie ist T1.
In den Hauptverkehrszeiten montags bis samstags verkehrt die Linie T1 alle viereinhalb bis sechs Minuten, zu anderen Zeiten und auf den Ästen ist der Fahrplan im Vergleich ausgedünnt. Die folgende Tabelle gibt den durchschnittlichen Takt in Minuten auf dem gemeinsamen Abschnitt an, die beiden nördlichen Außenäste werden halb so oft bedient:
| Uhrzeit     | Montag–Freitag (Schule)                   | Montag–Freitag (Ferien) | Samstag      | Sonn- und Feiertage |
| ----------- | ----------------------------------------- | ----------------------- | ------------ | ------------------- |
| 05:00–06:00 | 15 min                                    | 15 min                  | 15 min       | 15 min              |
| 06:00–07:00 | 10 min                                    | 10 min                  | 15 min       | 15 min              |
| 07:00–09:00 | 4,5 min                                   | 7,5 min                 | 10 min       | 10 min              |
| 09:00–12:00 | 7,5 min (mittwochs 6 min zw. 12:00–13:30) | 7,5 min                 | 7,5 min      | 10 min              |
| 12:00–15:30 | 7,5 min (mittwochs 6 min zw. 12:00–13:30) | 7,5 min                 | 6 min        | 10 min              |
| 15:30–18:30 | 5 min                                     | 5 min                   | 6 min        | 10 min              |
| 18:30–22:00 | 10 min                                    | 10 min                  | 10 min       | 10 min              |
| 22:00–01:00 | 15 min                                    | 15 min                  | 15 min       | 15 min              |
| 01:00–05:00 | kein Betrieb                              | kein Betrieb            | kein Betrieb | kein Betrieb        |

Während der morgendlichen Hauptverkehrszeit im 4,5-Minuten-Takt werden 18 der 20 vorhandenen Straßenbahnfahrzeuge eingesetzt.

### Intermodalität

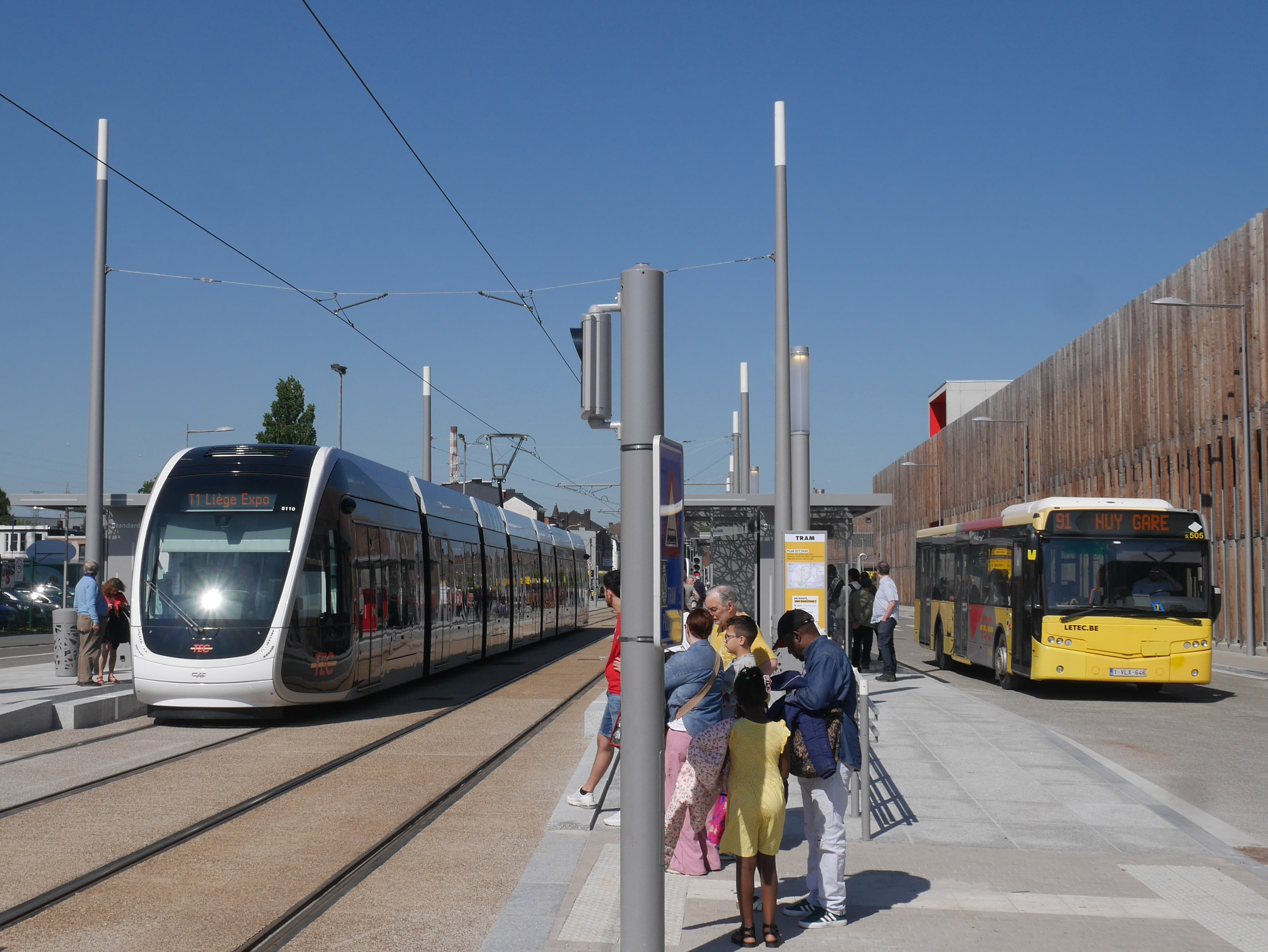
Umsteigehaltestelle Sclessin Standard mit Straßenbahn, Bus und Parkhaus

An 13 Haltestellen bestehen Verknüpfungspunkte (pôles d'échange) mit dem Busverkehr und der Eisenbahn, die acht Hauptumsteigehaltestellen sind dabei Coronmeuse, Liège Expo, Place Saint-Lambert, Opéra, Pont d'Avroy, Guillemins, Petit Bourgogne und Standard. Im Zuge der Einführung der Straßenbahn wurde das Busnetz komplett umgestaltet. Neben vier in Bau befindlichen hochwertigen Buslinien namens Busway besteht es aus 57 Stadtbus-, 31 Regionalbus- und zwei Expressbuslinien.
An den Endstationen Bressoux und Standard wurden P+R-Parkgaragen mit 771 bzw. 665 Auto-Stellplätzen errichtet, die über sichere Abstellmöglichkeiten auch für Fahrräder, sowie Lademöglichkeiten für elektrische Autos und E-Bikes verfügen.

### Ersatzverkehr

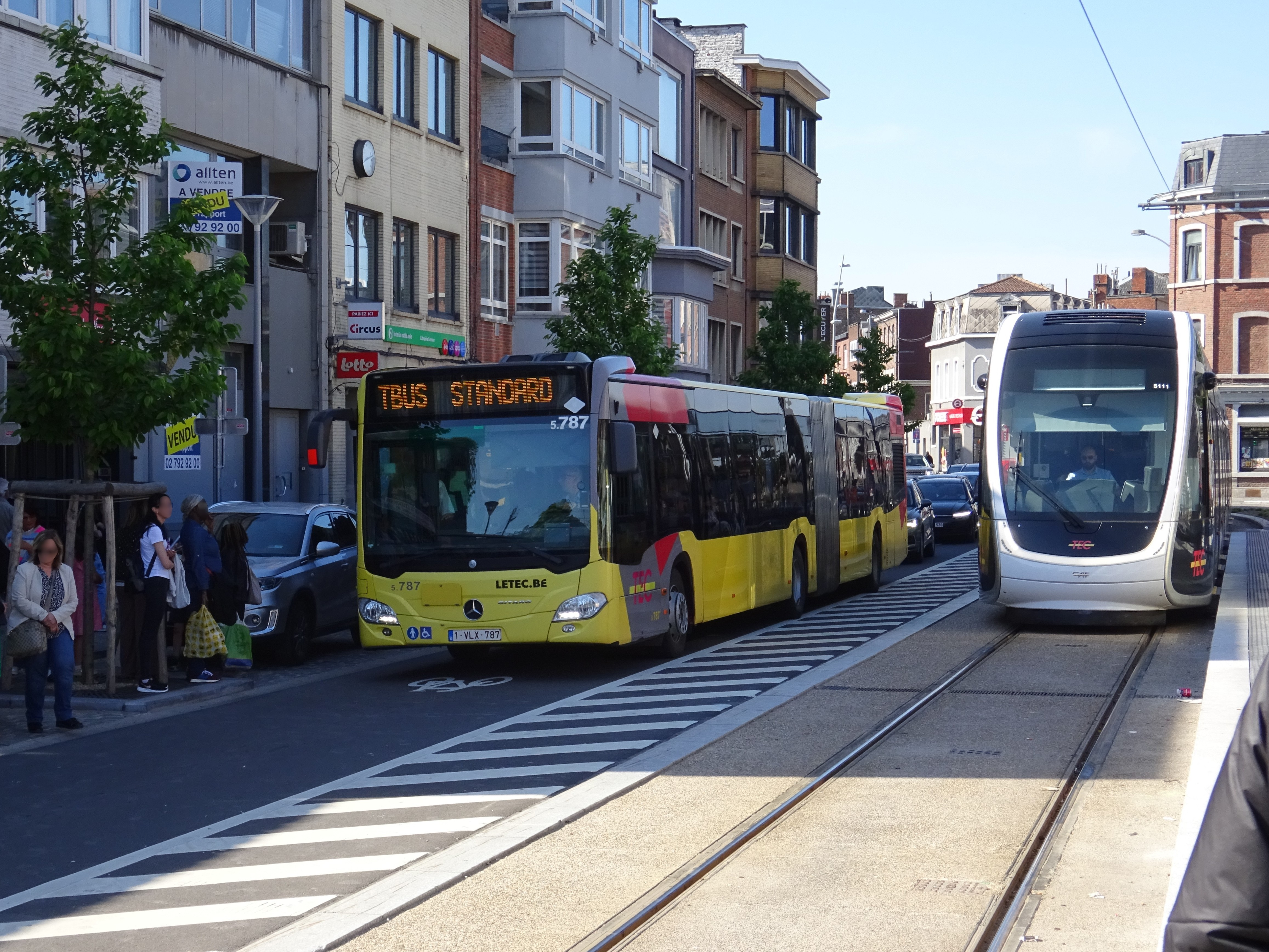
T BUS an der Haltestelle Général Léman am ersten Betriebstag

Bei Betriebsstörungen oder Bauarbeiten setzt TEC einen Schienenersatzverkehr namens T BUS ein, der die Haltestellen entlang der Straßenbahnstrecke ersatzweise bedient.

## Fahrzeuge

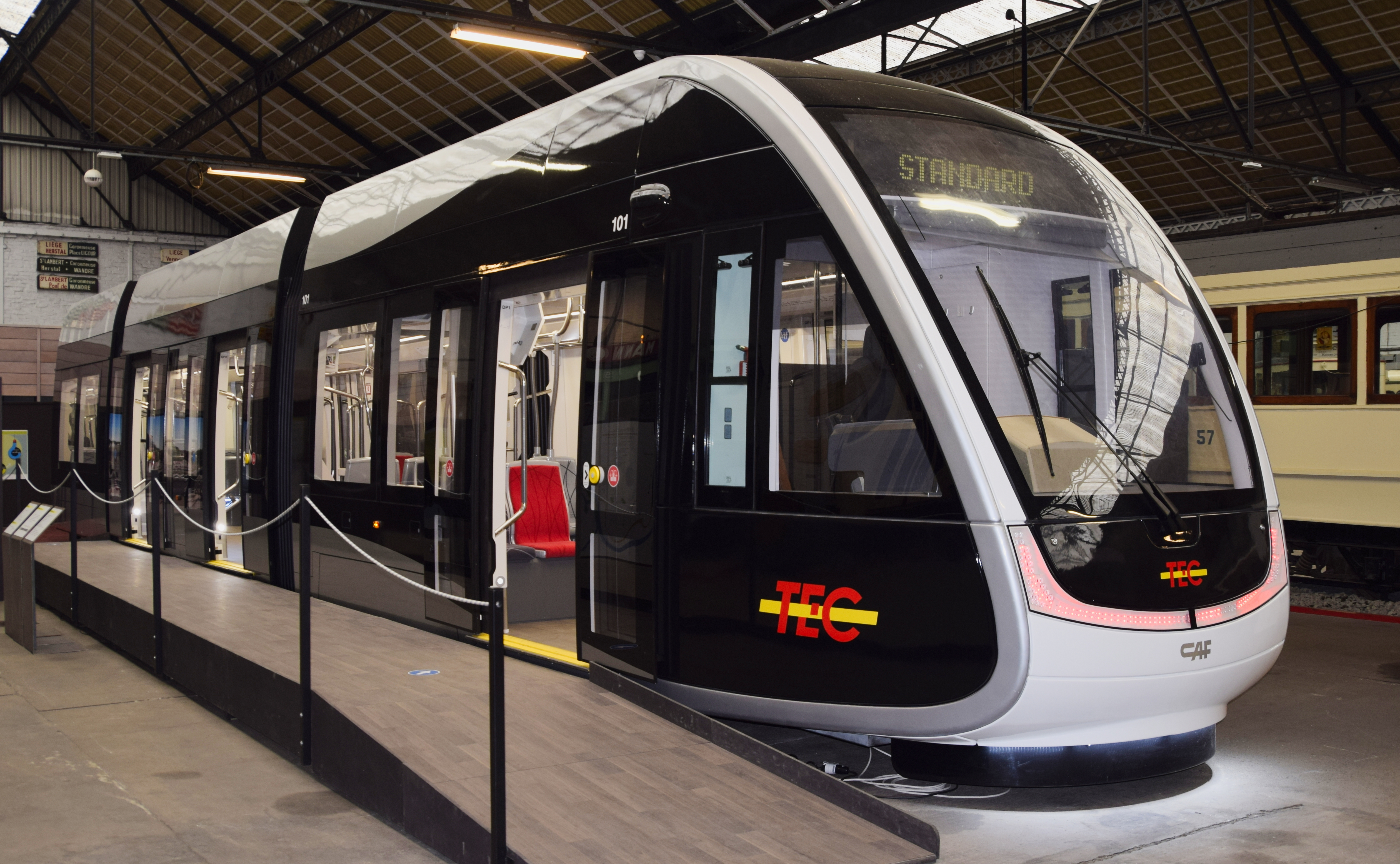
Vorführmodell eines CAF Urbos im Jahr 2020

Das Konsortium Tram'Ardent stellt 20 siebenteilige, niederflurige, klimatisierte Straßenbahnwagen des Typs Urbos 100 des spanischen Herstellers Construcciones y Auxiliar de Ferrocarriles (CAF) zur Verfügung. Die Zweirichtungswagen sind 45,41 Meter lang, 2,65 Meter breit, leer 64 Tonnen schwer und bestehen aus den Modulen C1-S1-M-S3-R-S2-C2. Sie besitzen acht Türen pro Seite und bieten 62 Sitze bei einer Gesamtkapazität von 372 Fahrgästen. Die ersten Fahrzeuge trafen Mitte 2022 in Lüttich ein.
Die Stromzuführung erfolgt über eine Oberleitung mit 750 Volt Gleichstrom, wobei die Abschnitte Général Leman–Blonden, Opéra–La Batte und Pont Atlas–Droixhe nicht elektrifiziert sind, dort erfolgt die Fahrt mittels im Fahrzeug verbauter Batterien.